# Здание Комитета государственной безопасности Республики Беларусь
Здание Комитета государственной безопасности Республики Беларусь (бел. Будынак Камітэта дзяржаўнай бяспекі Беларусі) — историческое здание середины XX века в Минске, памятник архитектуры (номер  712Г000165). Расположен по адресу: проспект Независимости, дом 17, на углу с Комсомольской улицей, дом 30.

## История
Здание построено в 1945-1947 годах архитекторами М. П. Парусниковым и Г. П. Бадановым.

## Архитектура
Здание возведено в стиле сталинского неоклассицизма. Оно кирпичное, трёх-четырёхэтажное на цокольном этаже, имеет сложную форму в плане. Центральная часть углублена относительно красной линии проспекта, а боковые крылья оформляют курдонёр. Центральную часть оформляет ризалит, где расположен вход в здание. Ризалит украшен массивным портиком с четырьмя колоннами коринфского ордера. Левое крыло, вытянутое вдоль проспекта Независимости, примыкает к соседнему дому 15/6. В месте стыкования двух объёмов расположены проездные ворота, оформленные колоннами коринфского ордера на всю высоту здания, которые поддерживают полукруглый фронтон. Правое крыло здания выходит на угол улиц и продолжается вдоль Комсомольской улицы, где размещён клуб имени Ф. Э. Дзержинского. В этом месте фасад украшен 4 колоннами. Угловая часть фасада завершается восьмигранным трёхъярусным бельведером. Здание венчают массивный карниз и глухой парапет. Кроме центрального ризалита, окна прямоугольные. На третьем этаже окна оформлены чередующимися треугольными и арочными сандриками. Здание имеет коридорную планировку. Зал клуба имени Дзержинского украшен фризом с барельефами танцовщиц, лепными гирляндами, кессонированным потолком.